# Kunstwerkstätte Marmon
Die Kunstwerkstätte Marmon ist im Sigmaringer Stadtteil Gorheim ansässig. Heute liegt der Schwerpunkt im Bereich Restaurierung, früher war sie eine Bildhauer- und Altarbauwerkstatt, die in der zweiten Hälfte des 19. und in der ersten Hälfte des 20. Jahrhunderts Kunstwerke überwiegend für die Ausstattung katholischer Kirchen in Südwestdeutschland und der Schweiz schuf.

## Geschichte
1857 eröffnete Franz Xaver Marmon (1832–1878) eine Werkstatt für kirchliche Kunstarbeiten in Hechingen. 1858 verlegte er diese nach Sigmaringen an die Gorheimer Straße 22, ganz in der Nähe des Klosters Gorheim. Als er 1878 erst 46-jährig verstarb, führte seine Witwe Agatha die Kunstwerkstatt mit Hilfe der Meister Franz Joseph Simmler, Anton Warth und A. Schädler weiter, bis seine Söhne Alfons (1873–1928) und Franz Xaver (1879–1963) diese übernehmen konnten.
Die Kunstwerkstätte Marmon gehörte mit den Werkstätten von Josef Eberle (1839–1903) in Überlingen (später Eberle’sche Kunstwerkstätte Gebr. Mezger), Peter Paul Metz (1830–1912) in Gebrazhofen und Franz Joseph Simmler (1846–1926) in Offenburg zu den führenden Werkstätten sakraler Kunst in Südwestdeutschland in der zweiten Hälfte des 19. und dem frühen 20. Jahrhundert. In der Werkstatt waren bis zu 40 Bildhauer, Schreiner, Steinmetze, Fassmaler, Vergolder, Graveure und andere tätig.
1908 gründeten die Brüder in der Schweiz durch Übernahme der Werkstatt von Johann Nepomuk Neumann eine Zweigwerkstatt in St. Gallen-St. Georgen, die 1917 nach Übernahme der Werkstatt von Carl Glauner (1865–1916) nach Wil verlegt wurde, wo sie mit dem Mitarbeiter Anton Blank (1884–1971) als Mitinhaber unter dem Namen Marmon & Blank bis 1937 bestand.
In der Werkstatt Marmon in Sigmaringen ging 1914 bis 1916 der Bildhauer Josef Henselmann (1898–1987) in die Lehre. Nach dem Ersten Weltkrieg widmete sich die Werkstatt vermehrt der Restaurierung sakraler Kunstwerke. Auf diesem Gebiet war hier auch der Sohn von Alfons, Fidelis Marmon (1906–1987), tätig.
Nach dem Tode von Franz Xaver Marmon erwarb der Bildhauer Ernst Lorch (1935–2018) die Werkstatt. Im vorderen Teil werden seit 2016 architektonische Kunstwerke entworfen. Das Atelier befindet sich weiterhin im Rückgebäude des Ensembles. Dort wird auch heute an Kunst in der Kirche gearbeitet. Seine Tochter Daniela ist in vierter Generation im Bereich der Restauration tätig.

## Werke

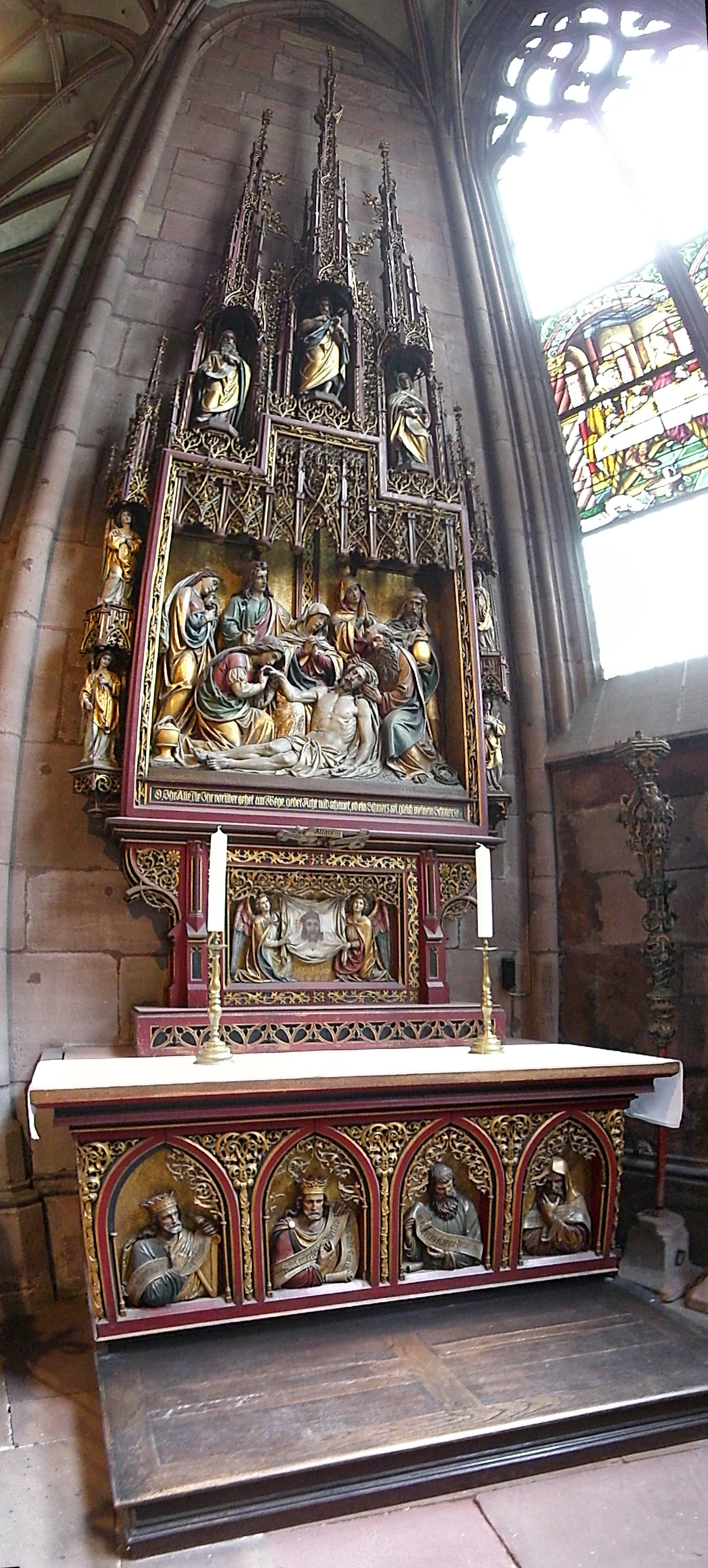
Freiburg, Münster, Altar der Beweinung Christi, 1869

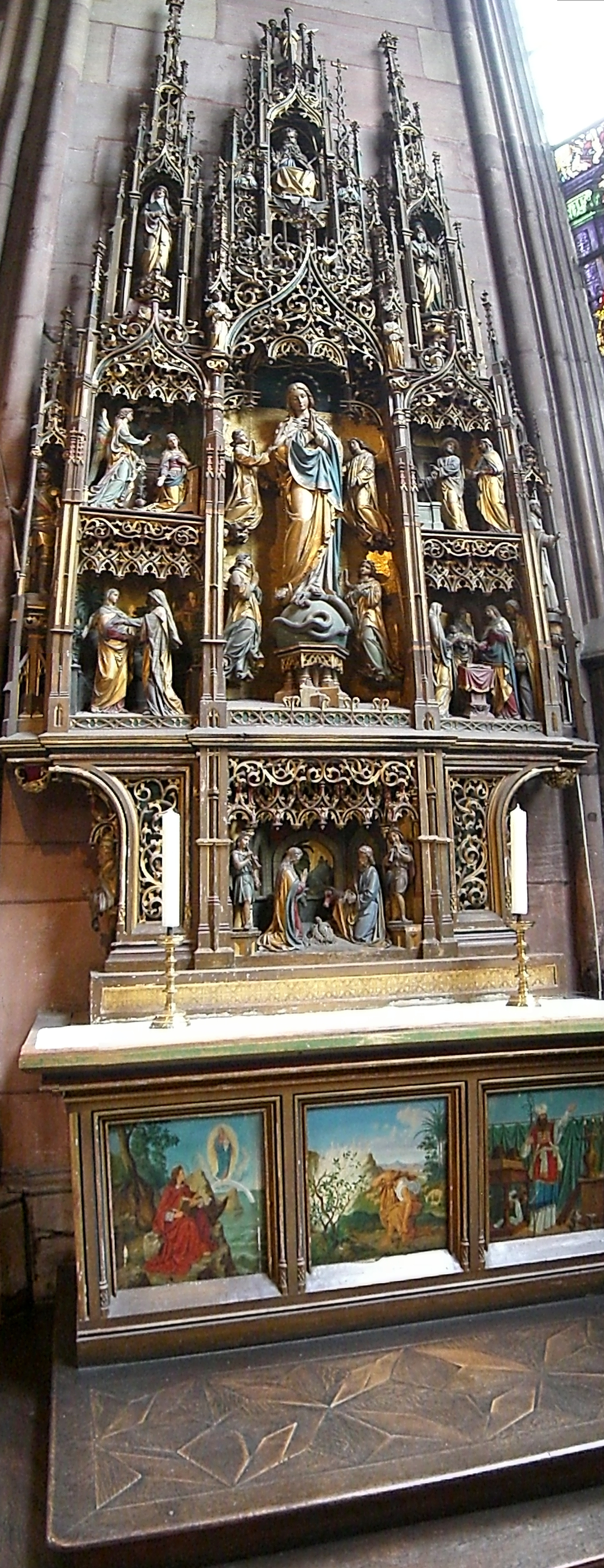
Freiburg, Münster, Marienaltar, 1891

Die Werkstatt arbeitete zunächst in der Tradition der Nazarener insbesondere im neogotischen Stil, überwiegend für die Ausstattung katholischer Kirchen. Zu den frühen Hauptwerken zählen fünf Altäre für die Neugestaltung des Freiburger Münsters, geschaffen zwischen 1869 und 1891. Die Aufträge gehen vermutlich auf den Bruder von Franz Xaver Marmon, den Domkapitular und Dompfarrer Josef Marmon (1820–1885), zurück.
- 1861 Haigerloch, Unterstadt, St. Nikolaus, Hochaltar[7]
- 1861 Trillfingen, St. Valentin, Pfarrkirche, Hochaltar[8]
- 1862 Möhringen, St. Andreas, Hochaltar, Seitenaltäre, Kanzel[9]
- 1862/63 Emmendingen, St. Bonifatius (1912/13 durch Neubau ersetzt), Hauptaltar[10]
- 1862, 1865 Neufra, St. Mauritius, Hochaltar (1862), Marienaltar, Josephsaltar (1865)[11]
- 1863 Veringenstadt, St. Nikolaus, Seitenaltäre (verloren)[12]
- 1864, 1888 Schwörstadt, St. Clemens und St. Urban, Seitenaltar, Hochaltar (entfernt)[13]
- nach 1866 Thalheim, St. Laurentius, Altäre[14]
- 1867 Mühringen, St. Gallus, Altar[15]
- 1869 Freiburg, Münster, Chorumgang, Schnewlinkapelle, Altar der Beweinung Christi[16]
- 1869 Seckach, St. Sebastian, Altäre[17]
- 1869 Sigmaringen, Haus Nazareth, Kapelle, Altar (Flügel mittelalterlich)[18]
- 1870 Tiefenbronn, St. Maria Magdalena, Restaurierung des Hochaltars von Hans Schüchlin[19]
- 1871 Überlingen, Münster, Ölbergaltar[20]
- 1875 Freiburg, Münster, Chorumgang, Südliche Kaiserkapelle, Altar der Maria Immaculata[21]
- 1875 Weller, Dekanat Schömberg, Kirche, Hochaltar[22]
- 1877 St. Georg (Freiburg im Breisgau), Kanzel[23]
- 1878 Staufen im Breisgau, Stadtpfarrkirche St. Martin, Hochaltar[24]
- 1879 Wilflingen, St. Lupus, Jesusknabe[25]
- 1879/80 Betzenweiler, St. Clemens, Hochaltar[26]
- 1880/81 Todtnau, St. Johannes der Täufer, Hochaltar (entfernt)[27]
- 1881 Freiburg, Münster, Chorumgang, ehemals Alexanderkapelle, seit 1990 in der Suter-Kapelle, Alexanderaltar[28]
- 1882 Mühlhausen (Kraichgau), St. Cäcilia, Seitenaltäre[29]
- 1885 Zuzenhausen, St. Sebastian, Hochaltar[30]
- 1886 Obergrombach, St. Cosmas und Damian, Hochaltar[31]
- 1887 Freiburg, Münster, Chorumgang, Suter-Kapelle, Altar zu den Heiligen Ordensstiftern (1957 beseitigt)[32]
- 1888 Schwörstadt, St. Clemens und St. Urban, Altäre[33]
- 1891 Freiburg, Münster, ehemals Ostwand des südlichen Seitenschiffs, seit 2009 Chorumgang, Nördliche Kaiserkapelle, Marienaltar (bis 1990 Sakramentsaltar)[34]
- 1899 Stetten bei Haigerloch, Hochaltar[35]
- 1899 Hegne, Kloster Hegne, St. Konrad, zwei Seitenaltäre, Kanzel[36]
- 1900/03 Mannheim, Heilig-Geist-Kirche, Kanzel (verloren)
- 1901 Tunau, Herz-Jesu-Kirche, Hochaltar[37]
- 1901/02 Reute, St. Felix und Regula, Hoch- und Seitenaltäre[38]
- 1901/04 Mannheim, Herz-Jesu-Kirche, Hochaltar (verloren)[39]
- 1902 Stetten am kalten Markt, Friedhofskapelle, Hochaltar, Kruzifix[40]
- 1902/06 Ettlingen, Herz-Jesu-Kirche, Franziskusaltar[41]
- 1903/05 Kappelrodeck, St. Nikolaus, Marienaltar[42]
- 1905 Heidelberg-Neuenheim, St. Raphael, Hochaltar, Seitenaltäre (1968 entfernt)[43]
- 1905 Villingen, Münster, Hochaltar[44]
- 1906 bis 1908 Altäre in St. Peter und Paul (Grießen)
- 1909/10 Kreenheinstetten, Abraham-a-Sancta-Clara-Statue[45]
- 1910 Schuttertal, St. Antonius, Herz-Jesu-Statue, Herz Mariä-Statue
- 1911, 1926, 1927 Kelkheim, Klosterkirche St. Franziskus, Hochaltar, Kanzel, Kommunionbank (1911), Antoniusaltar (1926), Altar der Hl. Familie (1927)[46]
- 1912 Witten, Sackträgerbrunnen[47]
- 1913 Sigmaringen-Gorheim, Franziskanerkloster, Herz-Jesu-Kirche, Hochaltar, Herz-Jesu-Statue[48]
- 1913 Sigmaringen, Innenstadt, Brunnensockel (seit 1979/80 Vier-Jahreszeiten-Brunnen)[49]
- 1914 Schliengen-Liel, St. Vinzenz, Altar[50]
- 1920 Habsthal, Kriegerdenkmal[51]
- 1926 Sigmaringen, Rathaus, Kriegerdenkmal[52]
- 1927 Balingen, Kriegerdenkmal 1914–18
- 1928/29 Mannheim, St. Josef, Altäre[53]
- 1937 Saarlouis, St. Ludwig, Josefsaltar, Marienaltar[54]
- 1940 Titisee-Neustadt, St. Jakobus, Schutzmantelmadonna[55]
- 1941 Wolfach, St. Laurentius, Hochaltar: monumentaler Gnadenstuhl mit Laurentius und Jakobus dem Älteren[56]
- 1943 Fridingen, St. Martinus, Kriegerdenkmal[57]
- Rheinfelden-Eichsel, St. Gallus, Hochaltar[58]

## Werke der Schweizer Filialwerkstatt Marmon bzw. Marmon & Blank
- 1908/11 Olten, St. Martin, Innenausstattung[59]
- 1910/11 Horn TG, Pfarrkirche, Altar[60]
- 1911–18 Adliswil, Hl. Dreifaltigkeit, Hauptaltar, Kanzel (1911), Marien- und Josefsaltar (1913–15), Kreuzweg (1918)
- 1912, 1915 Uster, St. Andreas, Marienaltar (1912), Josefsaltar (1915)[61]
- 1925 Winterthur-Neuwiesen, St. Peter und Paul, Kreuzweg[62]
- 1933 Zürich-Unterstrass, Bruder Klaus, Josefsaltar[63]